# Садыков, Рустам
Рустам Садыков (туркм. Rüstam Sadykow, 17 мая 1977) — туркменский футболист, нападающий. Чемпион Туркменистана 2002 года, лучший бомбардир чемпионата Туркменистана 2002 года.

## Биография
Рустам Садыков родился 17 мая 1977 года.
Выступал на позиции нападающего. Большую часть карьеры провёл в составе «Шагадама» из Туркменбаши. Выступал за него в с перерывами в 1995—2007 годах. В 2002 году в составе «Шагадама» стал чемпионом Туркменистана, в 2003 году — бронзовым призёром, в 2007 году — обладателем Кубка страны.
Кроме того, в разные годы защищал цвета туркменских СММ+ из Каратамака (2000), «Газчи» из Газаджака (2005) и «Копетдага» из Ашхабада (2006). В 2003 году отправился в Казахстан, где вошёл в заявку «Каспия» из Актау, игравшего в первой лиге, однако не провёл за него ни одного матча.
В сезоне-2002 забил 20 мячей в чемпионате Туркменистана, став его лучшим бомбардиром, обогнав на 5 голов ближайшего преследователя — Ходжаахмеда Аразова из «Небитчи». Садыков лидировал в гонке бомбардиров и после первой половины чемпионата: по окончании первого из четырёх кругов турнира в его активе было 9 мячей.
В январе 2003 года в составе «Шагадама» выступал на проходившем в Москве Кубке чемпионов Содружества. Туркменская команда заняла последнее место в группе, проиграв все три матча — юношеской сборной России (0:2), будущему победителю турнира молдавскому «Шерифу» (1:7) и эстонской «Флоре» (0:3). Садыков выходил в стартовом составе во всех матчах и забил единственный мяч «Шагадама» на турнире, поразив ворота «Шерифа» на 2-й компенсированной минуте первого тайма.

## Достижения

### В качестве игрока
Шагадам
- Чемпион Туркменистана (1): 2002.
- Бронзовый призёр чемпионата Туркменистана (1): 2003.
- Обладатель Кубка Туркменистана (1): 2007.
- Лучший бомбардир чемпионата Туркменистана (1): 2002.